# Mannen vid ratten
Mannen vid ratten är en skulptur i Mariehamn som står utanför Ålands sjöfartsmuseum. Den skapades av Emil Cedercreutz och restes 31 juli 1936 till minne av de ålänningar som funnit sin grav i haven.
Skulpturen, som räknas som Mariehamns första minnesmärke, donerades av lantbruksrådet Eliel Sundström som själv mist sin far, kaptenen och handelsmannen John Edvard Sundström i en storm på Atlanten år 1905. Bakom skulpturen står en mur byggd av minnesstenar med namn på åländska sjömän som omkommit till sjöss. John Edvard Sundströms namn är inte med bland namnplaketterna på muren, utan hans minne sägs representeras av själva skulpturen.
Statyn göts redan 1913 i gips, ursprungligen tänkt att placeras i Raumo föreställandes en fiktiv karaktär skapad av Hjalmar Nordling - en sjöbuse med namnet Tasala-Vilkk. Efter kritik från ortsborna togs statyn dock ned och låg på lager i nästan 20 år innan den köptes in av Sundström. Statyn stod ursprungligen placerad i Engelska parken, men flyttades på mitten av 1950-talet till sin nuvarande position på grund av att det traditionsenliga midsommarfirandet i parken ansågs vanhelga statyn.
I samband med ombyggnaden av Ålands sjöfartsmuseum som påbörjades 2009 såg det länge ut som om Mannen vid ratten skulle komma att skiljas från minnesmuren, men år 2011 återställdes helheten i en liten park söder om sjöfartsmuseet.
Posten Åland gav ut ett frimärke föreställandes Mannen vid ratten den 26 april 2012. Gravyren utfördes av den svenske gravören Lars Sjööblom och är baserad på ett fotografi av Robert Jansson.
Ålands Skeppsbefälhavareförening håller av tradition en minnesgudstjänst vid minnesmärket varje år på Allhelgonadagen.

## John Edvard Sundström
Om John Edvard Sundström berättas att han och hans syster i unga år blev föräldralösa, men togs om hand av en inflyttad ensamstående mor. Dock klarade Sundström av att börja i elementärskolan i Skarpans tillsammans med studiekamrater från bättre familjeförhållanden. Sundström studerade bland annat med den jämngamle Nikolai Sittkoff. Som 14-åring börjar han arbeta till sjöss och blir senare utnämnd till kapten. År 1892, efter nästan 35 år till sjöss, går Sundström i land och i och med köpet av den Sittkoffska handelsrörelsen blir han så småningom den ledande handelsmannen i Mariehamn med engagemang i fullmäktige, fattigvård, bank- och tidningsstyrelser vid sidan av affärsverksamheten. Sundström arbetar aktivt med både skärgårdstrafiken och vintertrafiken på linjen Stockholm-Mariehamn-Åbo. Han sitter också i styrelsen för Badhuset och startar ett mejeri i hemkommunen Sund.
Dock börjar affärerna i nästan samtliga Sundströms projekt gå dåligt och från att ha varit den näst högst taxerade personen i Mariehamn, går Sundström slutligen i konkurs år 1903. Som sextioåring tvingas Sundström åter till sjöss och är en av de fem mannar som inte kunde räddas när barken Thomas Perry förliser i en storm på Atlanten den 14 november 1905.
| ” | Det finns något av grekiska antikens drama över Sundströms liv. Fattigdom, upphöjelse och slutet, med måne över ett stormpiskat hav, där de sista vrakresterna slungas bort av de vredgade vågorna. | „ |
| – Bertil Lindqvist, Sjöhistorisk årsskrift för Åland (Ålands Nautical Club) 4. 1991/1992. ISSN 0788-799X. | |   |